# Poussin (animal)
Pour les articles homonymes, voir Poussin.

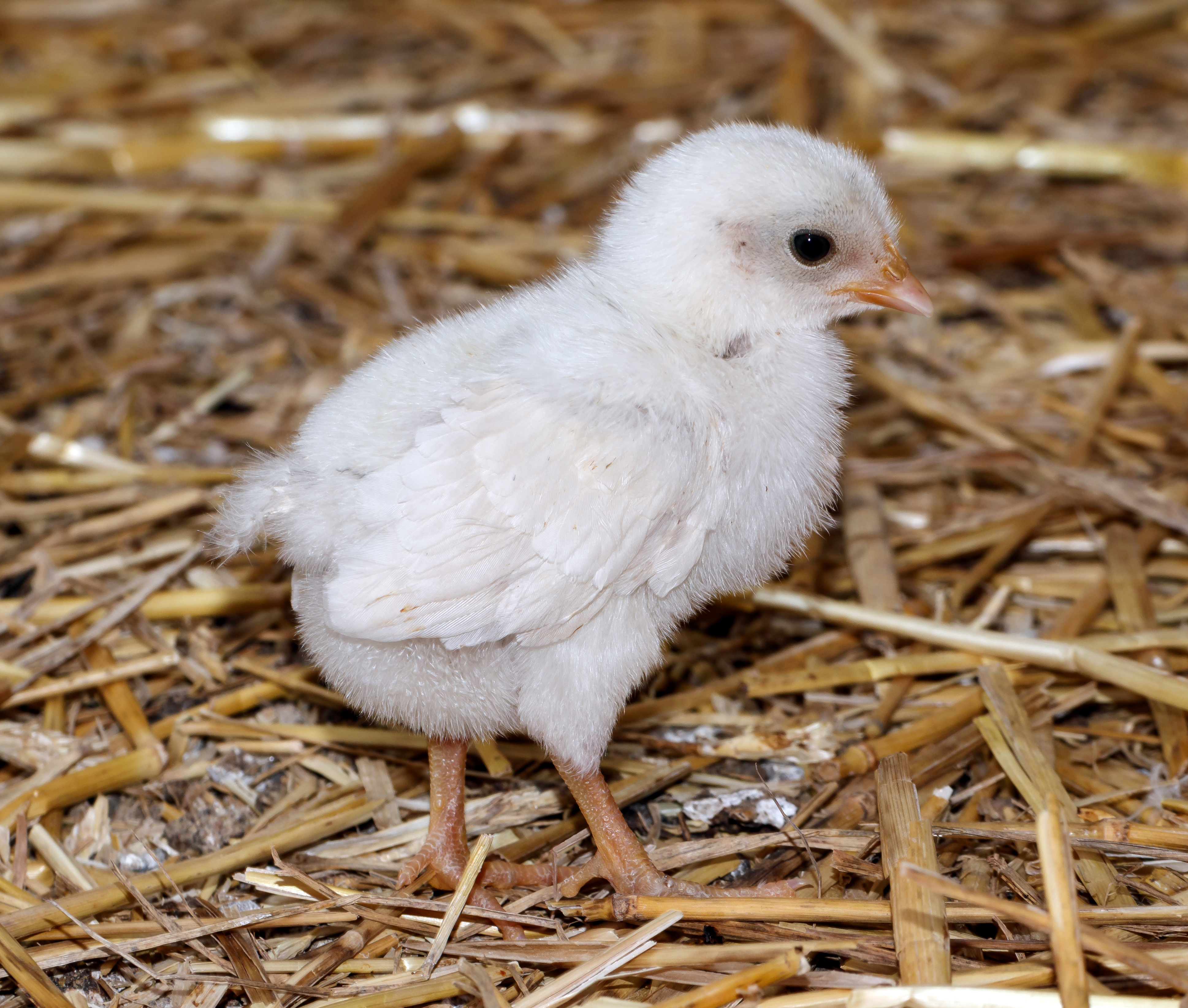
Un poussin au Vogelpark Steinen, en Allemagne.

Un poussin est un juvénile récemment éclos de Poule domestique (Gallus gallus domesticus). Il s'agit d'un oisillon de type nidifuge lors de l'éclosion. Le terme « poussin » peut désigner par extension tout type de jeune oiseau. Le poussin n'est généralement pas consommé, mais peut être donné (mort ou vif) à certains animaux de zoo ou d'élevage et est parfois utilisé comme animal de laboratoire. Le poussin d'un jour peut vivre sur ses réserves et être transporté (dont en avion).

## Étymologie
Le substantif masculin poussin (prononcé [pusɛ̃]) est issu du bas latin pulliceīnus (« jeune poulet »), devenu pullicinus (« la famille du coq »), par changement de suffixe.

## Dans la culture

### Dans la littérature jeunesse
Les poussins sont omniprésents dans l'œuvre de Claude Ponti. On les rencontre régulièrement dans ses ouvrages mais on les trouve plus particulièrement dans la série d'albums consacrés à Blaise, le poussin masqué : Blaise et la tempêteuse bouchée (1991), Le jour du mange-poussin (1991), Blaise dompteur de taches (1992), Blaise et le robinet (1994), Blaise et le château d'Anne Hiversère (2004), Mille secrets de poussins (2005), Blaise et le kontrôleur de Kastatroffe (2014) ainsi que dans la série d'albums autour de Tromboline et Foulbazar : Le Bébé bonbon (1995), Les Masques (1995), La Boîte (1995), Le Nuage (1998), Le A (1998), Le Cauchemar (1998), Dans rien (2009), L'avion (2009) ou encore dans La course en livre (2017). 

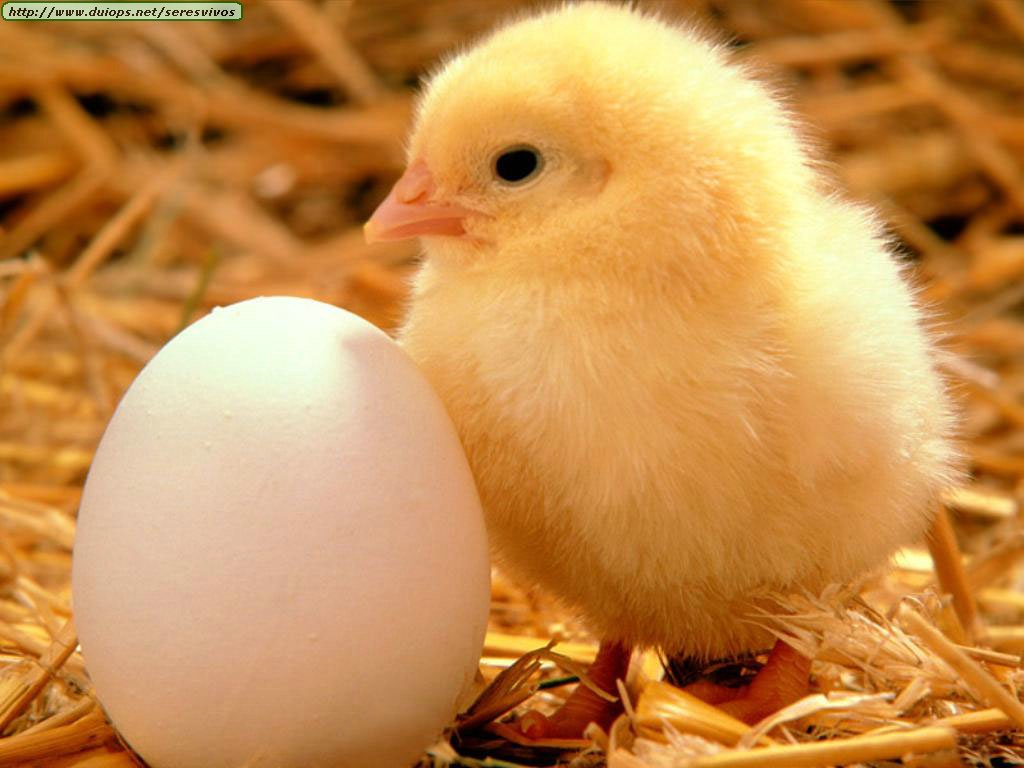
Un poussin au côté d'un œuf de poule.
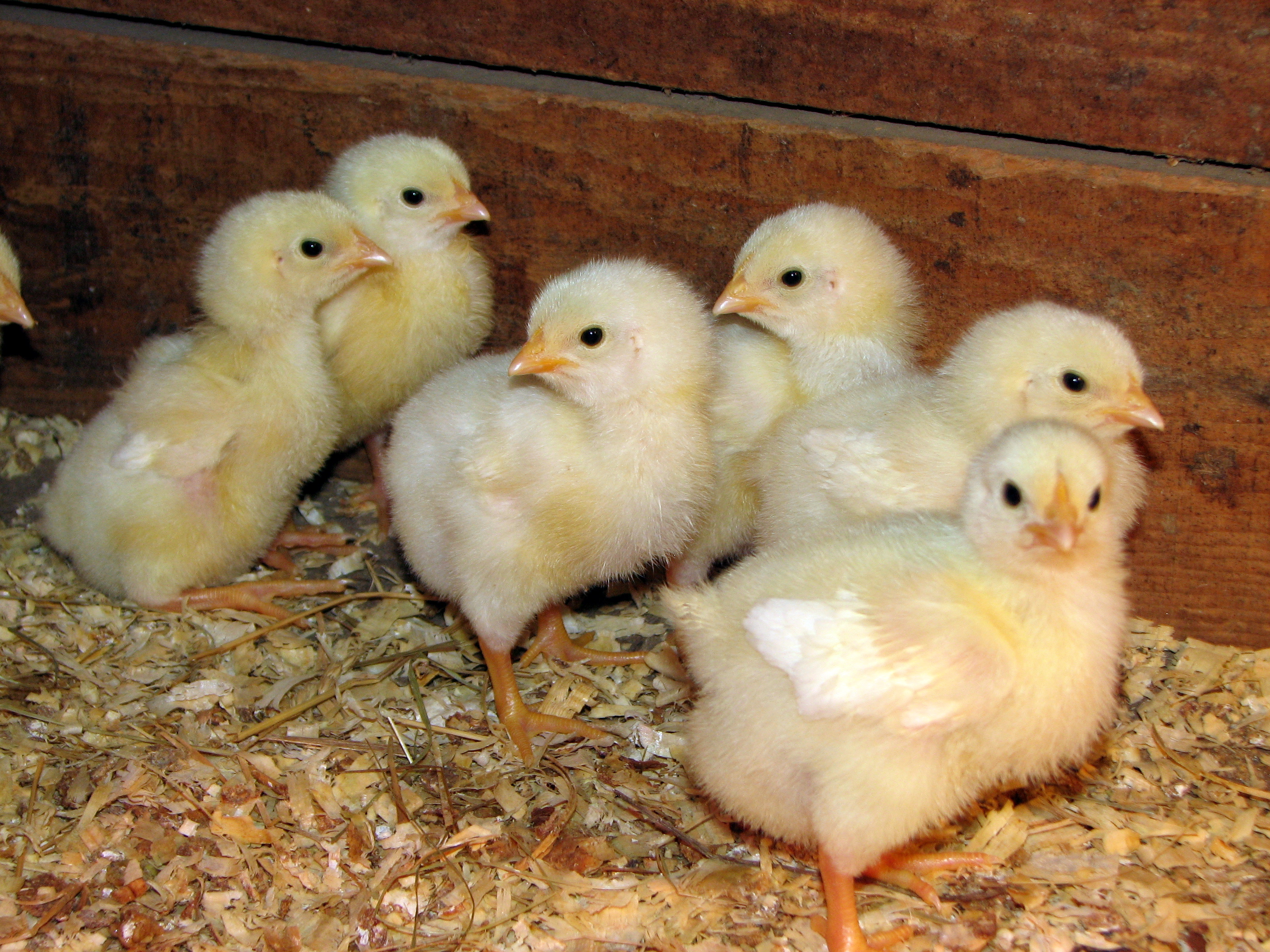
Des poussins de chair dans une poussinière.
Des poussins de différentes races et de plumages variés.